# ContactForm
ContactForm est un logiciel (ou script) de formulaire de contact développé en PHP et s'appuyant sur une base de données MySQL. Disponible dès janvier 2006, ContactForm devient vite populaire auprès des internautes et acquis une certaine crédibilité dans le milieu, se démarquant de ses principaux concurrents.

## Historique
| Date       | Version | Modifications |
| ---------- | ------- | ------------- |
| 22/08/2008 | 2.1.8   | 5             |
| 03/07/2008 | 2.1.7   | 9             |
| 26/06/2008 | 2.1.6   | 7             |
| 10/05/2008 | 2.1.5   | 7             |
| 04/05/2008 | 2.1.4   | 3             |
| 03/05/2008 | 2.1.3   | 5             |
| 25/02/2008 | 2.1.2   | 3             |
| 13/02/2008 | 2.1.1a  | 1             |
| 26/01/2008 | 2.1.1   | 3             |
| 26/01/2008 | 2.1.0   | 7             |
| 23/06/2007 | 2.0.12  | 4             |
| 19/05/2007 | 2.0.11  | 3             |
| 06/04/2007 | 2.0.10  | 2             |
| 07/12/2006 | 2.0.9   | 6             |
| 17/11/2006 | 2.0.8   | 3             |
| 15/11/2006 | 2.0.7   | 4             |
| 14/10/2006 | 2.0.6   | 1             |
| 03/09/2006 | 2.0.5   | 1             |
| 21/08/2006 | 2.0.4   | 2             |
| 21/07/2006 | 2.0.3   | 1             |
| 23/06/2006 | 2.0.2   | 1             |
| 03/06/2006 | 2.0.1   | 3             |
| 18/05/2006 | 2.0.0   | 4             |
| 18/04/2006 | 1.0.1   | 2             |
| 14/01/2006 | 1.0.0   | 1             |

Pour un total de 88 modifications.